# Ricky Ervins

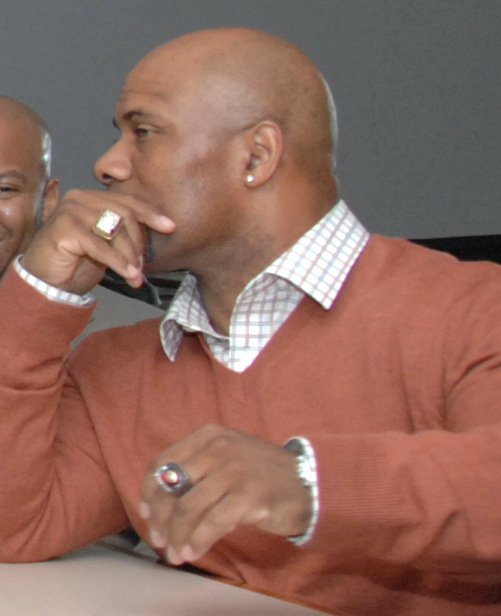
Imagem do ex-jogador dd futebol americano estadunidense Ricky Ervins.

Ricky Ervins é um ex-jogador profissional de futebol americano estadunidense que foi campeão da temporada de 1991 da National Football League jogando pelo Washington Redskins.